# Hart im Zillertal

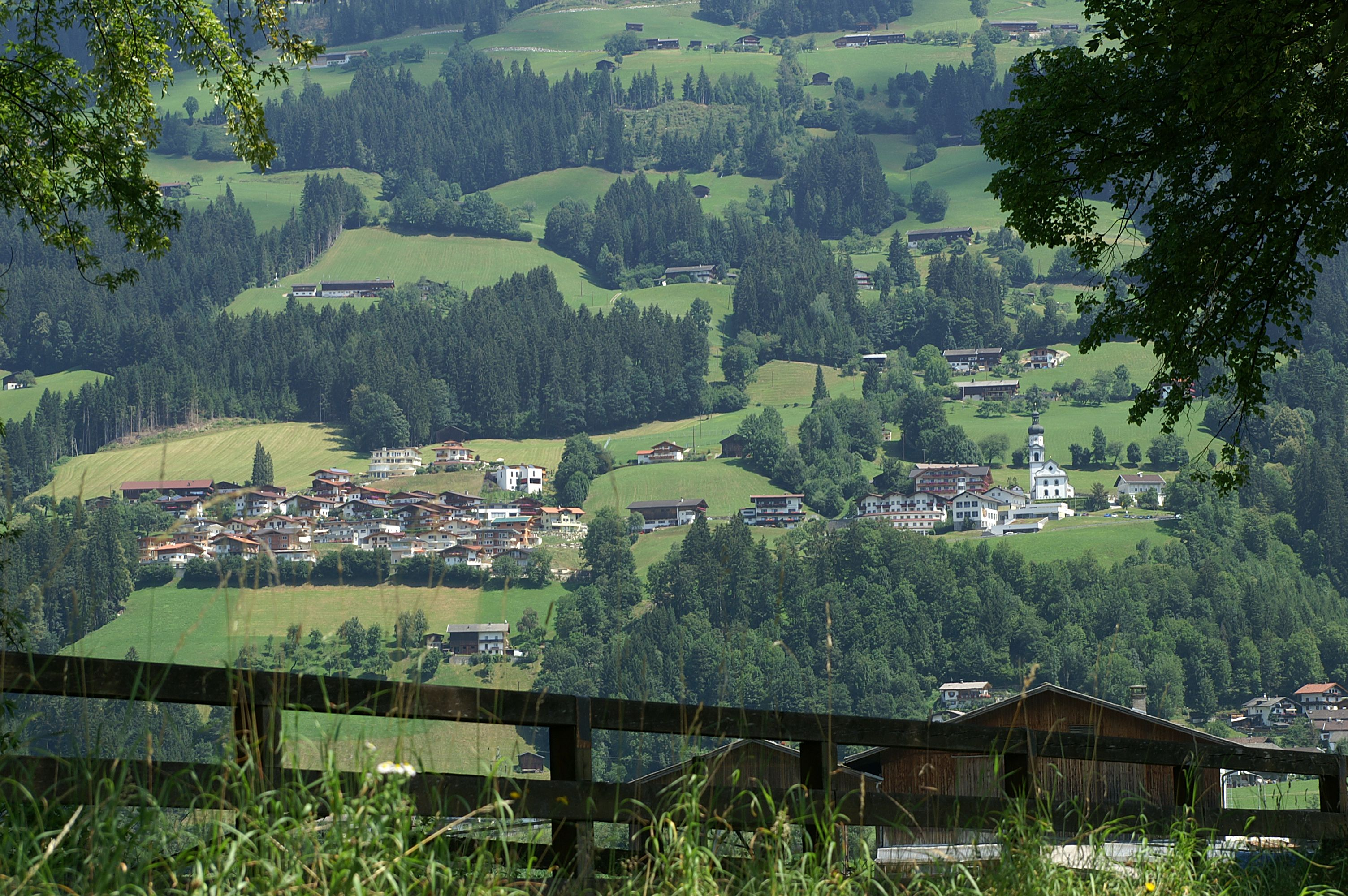
Blik op Hart im Zillertal

Hart is een gemeente in het district Schwaz in de Oostenrijkse deelstaat Tirol.

## Geografie
Hart ligt aan het begin van het Zillertal, tegenover Fügen, ten oosten van de Ziller. De gemeente bestaat uit het 130 meter boven de dalbodem gelegen kerkdorp Hart. Andere officiële kernen zijn Helfenstein en Holdernach. Ook de kernen Niederhart, Haselbach en Kohlstatt worden tot de gemeente gerekend.
De belangrijkste bron van inkomsten in de gemeente is de landbouw. Een groot deel van de beroepsbevolking is echter werkzaam buiten de gemeentegrenzen.

## Geschiedenis
De naam Hart is afkomstig uit het Oudhoogduits en betekent zoiets als "door rooiing verlicht bos". Rond 1100 werd de Harterberg al vermeld als mons Hardarius. De namen van de kernen Holdernach en Helfenstein duiden op vroegere bevolking door Bajuwaren in de 8e eeuw. Kohlstatt had betekenis in de 17e eeuw, toen hier op de Ziller drijvend hout tot houtskool (Holzkohle) werd verwerkt.
Achenkirch · 
Aschau im Zillertal · 
Brandberg · 
Bruck am Ziller · 
Buch  in Tirol · 
Eben am Achensee · 
Finkenberg · 
Fügen · 
Fügenberg · 
Gallzein · 
Gerlos · 
Gerlosberg · 
Hainzenberg · 
Hart im Zillertal · 
Hippach · 
Jenbach · 
Kaltenbach · 
Mayrhofen · 
Pill · 
Ramsau im Zillertal · 
Ried im Zillertal · 
Rohrberg · 
Schlitters · 
Schwaz · 
Schwendau · 
Stans · 
Steinberg am Rofan · 
Strass im Zillertal · 
Stumm · 
Stummerberg · 
Terfens · 
Tux · 
Uderns · 
Vomp · 
Weer · 
Weerberg · 
Wiesing · 
Zell am Ziller · 
Zellberg
- Gemeinsame Normdatei: 4452665-9
- Virtual International Authority File: 246271058